# Saint-Benin-des-Bois
Saint-Benin-des-Bois és un municipi francès, situat al departament del Nièvre i a la regió de Borgonya - Franc Comtat. L'any 2007 tenia 202 habitants.

## Demografia

### Població
El 2007 la població de fet de Saint-Benin-des-Bois era de 202 persones. Hi havia 80 famílies, de les quals 20 eren unipersonals (12 homes vivint sols i 8 dones vivint soles), 32 parelles sense fills, 24 parelles amb fills i 4 famílies monoparentals amb fills.
La població ha evolucionat segons el següent gràfic:
Habitants censats

### Habitatges
El 2007 hi havia 166 habitatges, 84 eren l'habitatge principal de la família, 55 eren segones residències i 27 estaven desocupats. Tots els 165 habitatges eren cases. Dels 84 habitatges principals, 62 estaven ocupats pels seus propietaris, 18 estaven llogats i ocupats pels llogaters i 4 estaven cedits a títol gratuït; 1 tenia una cambra, 7 en tenien dues, 17 en tenien tres, 21 en tenien quatre i 37 en tenien cinc o més. 57 habitatges disposaven pel capbaix d'una plaça de pàrquing. A 41 habitatges hi havia un automòbil i a 35 n'hi havia dos o més.

### Piràmide de població
La piràmide de població per edats i sexe el 2009 era:
| Homes | Edats   | Dones |
| ----- | ------- | ----- |
| 0     | 95 o +  | 4     |
| 0     | 90 a 94 | 0     |
| 4     | 85 a 89 | 0     |
| 0     | 80 a 84 | 8     |
| 4     | 75 a 79 | 4     |
| 4     | 70 a 74 | 0     |
| 16    | 65 a 69 | 8     |
| 0     | 60 a 64 | 4     |
| 0     | 55 a 59 | 4     |
| 0     | 50 a 54 | 0     |
| 16    | 45 a 49 | 4     |
| 4     | 40 a 44 | 0     |
| 4     | 35 a 39 | 4     |
| 4     | 30 a 34 | 8     |
| 8     | 25 a 29 | 0     |
| 4     | 20 a 24 | 0     |
| 4     | 15 a 19 | 16    |
| 4     | 10 a 14 | 12    |
| 0     | 5 a 9   | 4     |
| 4     | 0 a 4   | 0     |

## Economia
El 2007 la població en edat de treballar era de 124 persones, 85 eren actives i 39 eren inactives. De les 85 persones actives 69 estaven ocupades (46 homes i 23 dones) i 15 estaven aturades (5 homes i 10 dones). De les 39 persones inactives 10 estaven jubilades, 12 estaven estudiant i 17 estaven classificades com a «altres inactius».

### Ingressos
El 2009 a Saint-Benin-des-Bois hi havia 81 unitats fiscals que integraven 194 persones, la mediana anual d'ingressos fiscals per persona era de 12.438 €.

### Activitats econòmiques
Dels 3 establiments que hi havia el 2007, 1 era d'una empresa immobiliària, 1 d'una empresa de serveis i 1 d'una empresa classificada com a «altres activitats de serveis».
L'any 2000 a Saint-Benin-des-Bois hi havia 12 explotacions agrícoles que ocupaven un total de 984 hectàrees.

## Equipaments sanitaris i escolars
El 2009 hi havia una escola elemental integrada dins d'un grup escolar amb les comunes properes formant una escola dispersa.

## Poblacions més properes
El següent diagrama mostra les poblacions més properes.